# Cratere Duginavi
Duginavi è un cratere sulla superficie di Cerere.